# Solenococcidium indicus
Solenococcidium indicus is een soort in de taxonomische indeling van de Myzozoa, een stam van microscopische parasitaire dieren. Het organisme komt uit het geslacht Solenococcidium en behoort tot de familie [[]]. Solenococcidium indicus werd in 2002 ontdekt door Aravindan, Kalavati & Sheeja.